# Stefančič
Stefančič je priimek več znanih Slovencev:
- Aldo Stefančič (1930—2021), šolnik in kulturni delavec
- Ante Stefančič (1896—1872), veterinar, publicist
- Edbin (Edo) Stefančič (*1952), glasbenik in grafični oblikovalec
- Petra Samec Stefančič (*1980), pisateljica